# Ичинский
Ичинский — посёлок в Соболевском районе Камчатского края России. Находится на межселенной территории района; до августа 2012 года образовывал сельское поселение Ичинское сельское поселение.

## География
Расположен на берегу Охотского моря, на песчаной косе возле устья реки Ича.

## История
Возник в 1929—1930 годах. Назван по расположению около устья реки Ича.
В посёлке действовали: восьмилетняя школа на 233 места, интернат, детский сад на 50 мест, больница на 20 коек, отделение связи, клуб, 4 магазина, столовая.
В июле 2012 года состоялся сход граждан Ичинского, на котором принято решение об упразднении Ичинского сельского поселения.
На его основании Постановлением Законодательного Собрания Камчатского края 24 июля 2012 года № 174 он был упразднён.

## Население
| 1926 | 2002 | 2010 | 2012 | 2013 | 2014 | 2015 | 2016 |
| ---- | ---- | ---- | ---- | ---- | ---- | ---- | ---- |
| 92   | ↗128 | ↘60  | ↗61  | ↘56  | ↘50  | ↘43  | ↘38  |
| 2017 | 2018 | 2019 | 2020 | 2021 | 2023 |      |      |
| ↘31  | ↘30  | ↘29  | ↘27  | ↘17  | ↗44  |      |      |

## Транспорт
Аэропорт «Ича», перевозчик — Камчатские авиалинии.